# Lygesis
Lygesis is een kevergeslacht uit de familie van de boktorren (Cerambycidae). De wetenschappelijke naam van het geslacht werd voor het eerst geldig gepubliceerd in 1864 door Pascoe.

## Soorten
Lygesis omvat de volgende soorten:
- Lygesis cylindricollis (Pascoe, 1859)
- Lygesis mendica Pascoe, 1875